# З метою самооборони
З метою самооборони (англ. In Self Defense) — американський телевізійний трилер.

## Сюжет
Жінка, яка упізнала вбивцю-маніяка, повинна давати свідчення в суді. Незважаючи на небезпеку, вона погоджується виконати свій громадянський обов'язок, але обвинуваченого випускають на свободу за браком доказів. Він починає тероризувати нещасну, і тоді її наречений, колишній морський піхотинець, купує їй пістолет і вчить стріляти.

## У ролях
- Лінда Перл — Сьюзан Ендрюс
- Яфет Котто — лейтенант Тайрелл
- Террі Лестер — Ден Едвардс
- Біллі Драго — Едвард Рівз
- Гейл Едвардс — Аліса Міллер
- Рік Ленц — Кріс Фаулер
- Пітер Крук — Корі Росс
- Ендрю Блох — сержант Белсон